# Уруачи
Уруачи (исп. Uruachi) — посёлок в Мексике, штат Чиуауа, входит в состав одноимённого муниципалитета и является его административным центром. Численность населения, по данным переписи 2010 года, составила 1199 человек.

## Общие сведения
Название Uruachi с языка тараумара можно перевести как место пальм. Поселение было основано Бернардо Мильяном Франкейрой и Антонио Гонсало де Перальта в 1736 году как рабочий посёлок при рудниках.